# Lâu đài Libochovice

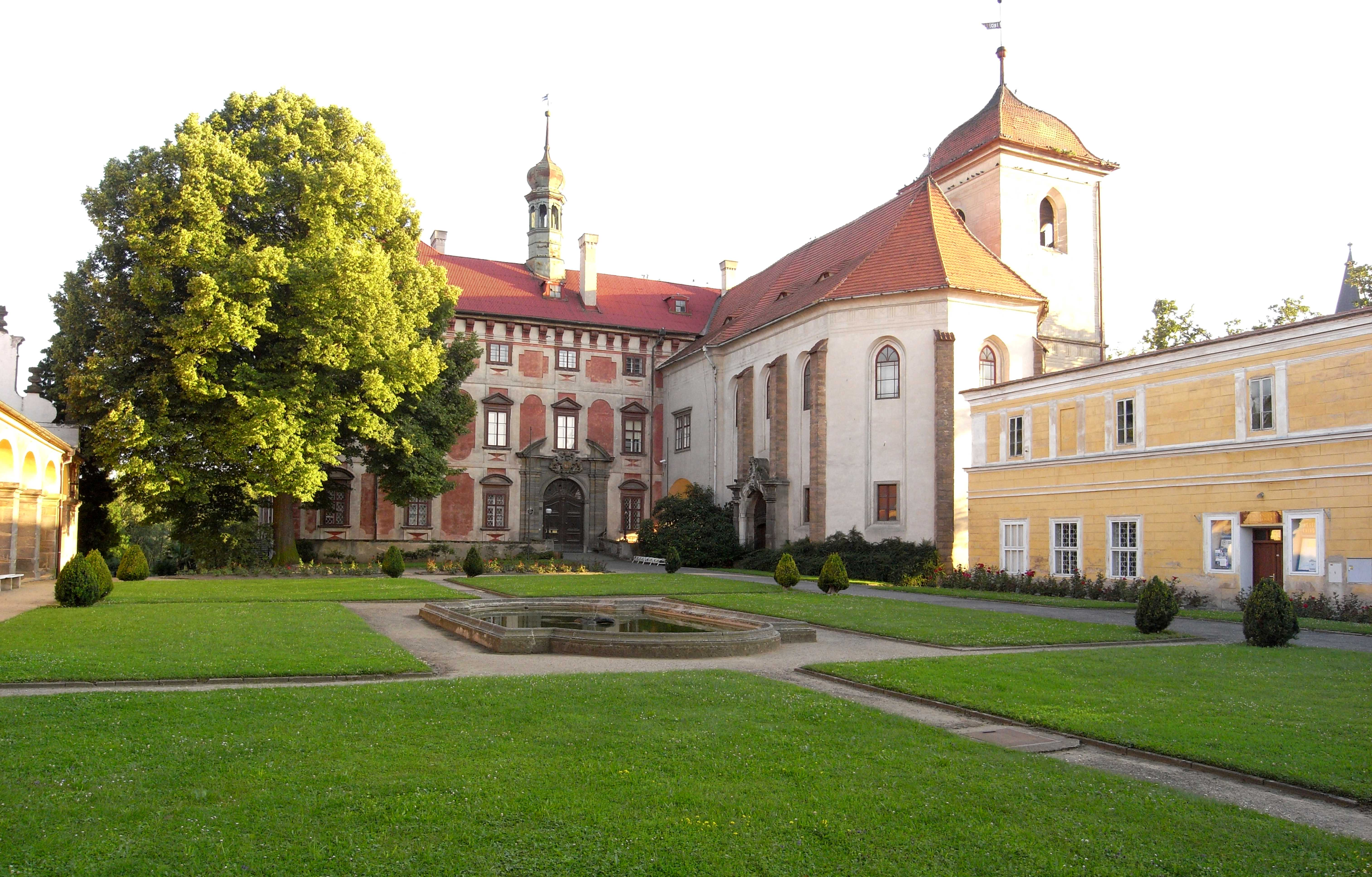
Lâu đài Libochovice

Lâu đài Libochovice tọa lạc giữa trung tâm của thị trấn Libochovice, vùng Ústí nad Labem và là một di tích văn hóa của Cộng hòa Séc. Tòa lâu đài là một trong những đại diện tiêu biểu của kiến trúc đầu thời kỳ Baroque tại Séc.
Hiện nay, lâu đài thuộc quyền quản lý của Viện Di sản Quốc gia Praha. Lâu đài Libochovice được công nhận là Di sản Văn hóa Quốc gia vào ngày 1 tháng 1 năm 2002. Khi tham quan thị trấn Libochovice, người ta có thể thấy tòa lâu đài nằm yên bình bên kia bờ sông Ohře. Bên trong lâu đài còn có một bộ sưu tập đồ cổ quý giá bao gồm: các tấm thảm trải nghệ thuật, thủy tinh mỹ nghệ và gốm sứ tinh xảo. Năm 1787, nhà khoa học Jan Evangelista Purkyně đã ra đời tại Libochovice.

## Lịch sử
Từ thời kỳ Gothic, nơi mà bây giờ là lâu đài Libochovice, đã tồn tại một pháo đài bị bỏ hoang (điều này được ghi chép lại vào năm 1550). Năm 1560, từ tàn tích của pháo đài cũ người ta xây nên một lâu đài. Vào thế kỷ 17, một trăm năm sau khi Libochovice được Ferdinand I của Thánh chế La Mã công nhận là một thị trấn, đã xảy ra một trận hỏa hoạn lớn, thiêu rụi gần một nửa thị trấn cổ. Tuy nhiên, đó không phải là lần đầu tiên Libochovice gặp tai họa. Libochovice đã phải hứng chịu ba trận hỏa hoạn, trong đó lâu đài Libochovice cũng bị hư hại nghiêm trọng.

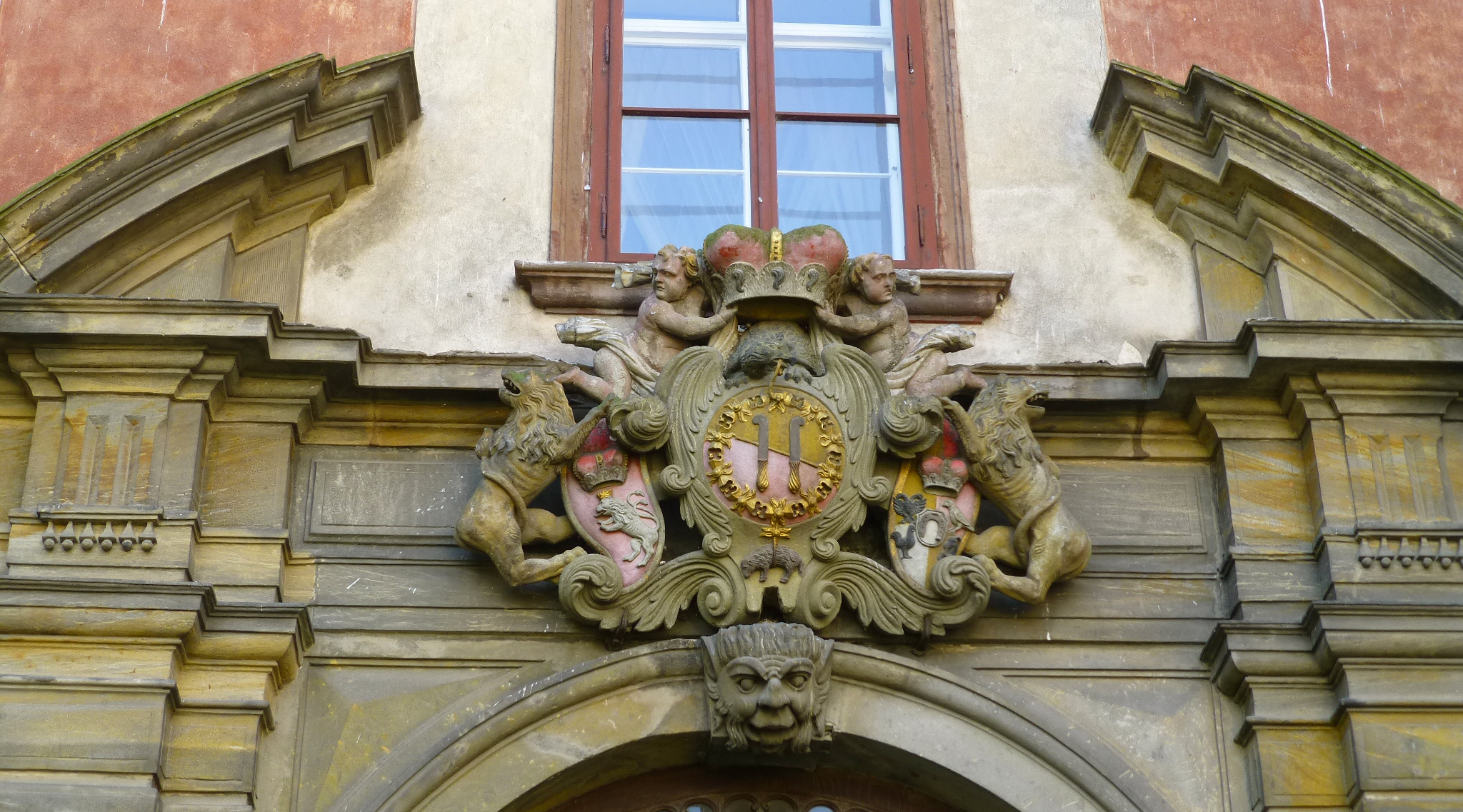
Huy hiệu của gia tộc Dietrichstein trên cánh cổng lâu đài

Vẻ ngoài hiện tại của lâu đài bắt đầu hình thành từ thế kỷ 17, khi nó được một quý tộc người Áo, Gundakar của Dietrichstein, mua lại. Gundakar đã cho trùng tu lại lâu đài, dưới sự giám sát của kiến trúc sư người Ý Antonio della Porta. Chính vì vậy, lâu đài mang đậm phong cách Ý. Lâu đài được trùng tu từ năm 1683 đến năm 1690, còn riêng các tòa nhà kinh tế của lâu đài được tu sửa trong khoảng thời gian từ năm 1690 đến năm 1697.
Sau này, vào giữa những năm 1900 – 1914, lâu đài một lần nữa được tôn tạo lại bởi E. Fiala.

## Miêu tả
Lâu đài có bốn mặt tiền và được bao quanh bởi các mái vòm dọc sân trong. Dọc theo lối vào sân trong lâu đài là một khu vườn đối xứng theo phong cách Ý. Ngoài ra, trong khu vườn còn có bốn đài phun nước được tạo tác bởi nghệ nhân điêu khắc đá Jakub Mitthofer. Từ phía Bắc, có thể nhìn thấy biểu tượng của gia tộc Dietrichstein trên cánh cổng của lâu đài. Trong sân có những bức phù điêu với những hình thù sinh vật biển, do hai nghệ nhân người Ý là Jacob Tencalla và Giuseppe Mattoni chế tác.